# 從屬論
從屬論（英語：Subordinationism），又譯為聖子從屬論、次位論、隸屬論、附屬論，基督教神學中的一種信條，他們相信聖靈及聖子，無論在位階及本質上，都低於聖父。這個學說起源於早期基督教會，教父特土良、奧利金、游社博等人都支持從屬論。亞歷山卓所發展出的亞流派也是從屬論的支持者之一；亚他那修在擔任埃及亞歷山大城主教時，致力於攻擊從屬論與亞流派。一直到四世紀中，亞流主義爭議的結果，三一神論成為教會正統，之後這個學說被歸類在神格惟一論之中，被視為是異端。

## 教義根據
支持從屬論的信徒，主要引用新約中這些章節來支持他們的論點：
- 《約翰福音》 3:35, 5:26,27, 10:29, 13:16, 14:28
- 《歌林多前書》 8:4-6, 15:28
- 《希伯來書》 10:7,9